# フィリップ・ガレル
フィリップ・ガレル（Philippe Garrel、1948年4月6日 - ）は、フランスの映画監督。
父親は俳優のモーリス・ガレル。

## 来歴
1948年4月6日、フランス・ブローニュ＝ビヤンクールで生まれる。
1961年、13歳で8ミリ映画『Une plume pour Carole』を製作。
1964年に監督した35ミリの短編映画『Les enfants désaccordés （調子の狂った子供たち）』では、映画史家ジョルジュ・サドゥールに「神童」といわしめる。
1968年に製作した初の長編映画『Marie pour mémoire （記憶すべきマリー）』はイェール映画祭でヤングシネマ賞を受賞。この作品は俳優ミシェル・シモンに称賛された。
その後、ORTF（フランス放送協会）で働くが、1966年に製作したテレビ映画『Anémone （アネモーヌ）』が放送拒否となり、この頃から低予算の映画を製作するようになる。『アネモーヌ』は1968年にガレルが自主的に劇場公開した。
また、同年にはアンディー・ウォーホルの映画『チェルシー・ガールズ』に感銘を受けて渡米し、ウォーホルが構えるファクトリーと呼ばれる製作スタジオに集う面々と交流を持つようになる。
1969年、ヴェルヴェット・アンダーグラウンドの元メンバーだった歌手のニコとローマで出会う。この出会いはニコがガレルの映画『Le Lit de la Vierg （処女の寝台）』に彼女の楽曲『The Falconer』を提供したのがきっかけだった。ニコとはその後結婚し、1972年の『内なる傷跡』1974年の『孤高』と、彼女を主演に前衛的な映画を7本製作し、1979年に離婚するまで公私に渡るパートナーであった。破局後もニコとの関係は、ガレルの作品において主要な題材となる。
1979年にアンヌ・ヴィアゼムスキーを主演に迎えて製作した『秘密の子供』で商業映画に復帰。本作は1982年にジャン・ヴィゴ賞を受賞し、高く評価された。
1983年には、父モーリスを主演に起用した『自由、夜』で第37回カンヌ国際映画祭のフランス映画の展望部門にてグランプリを受賞する。また、同年には『自由、夜』に出演した女優ブリジット・シィと再婚し、翌年の1984年には息子ルイ・ガレルが生まれる。1989年の『Les Baisers de secours （救いの接吻）』では6歳のルイが出演しており、ルイはその後、本格的に俳優になり、父の多くの作品で主演を務めることになる。
1987年にはドキュメンタリー映画『Les Ministères de l'art （芸術の使命）』を製作。同作にはブノワ・ジャコ、アンドレ・テシネ、ジャック・ドワイヨン、ジュリエット・ベルト、レオス・カラックスら「ポスト・ヌーヴェル・ヴァーグ」と呼ばれるガレルと同世代のフランスの映画作家たちやベルギーのシャンタル・アケルマン、ドイツのヴェルナー・シュレーターらが出演し、1981年に自殺したジャン・ユスターシュが映った映像もフッテージとして使用されている。
1991年に発表した『ギターはもう聞こえない』は、その3年前の1988年に事故死したニコに捧げられており、彼女との生活、そして彼女の死をもとにした映画である。本作は第48回ヴェネツィア国際映画祭で銀獅子賞を受賞した。1993年の『愛の誕生』と1996年の『彷徨う心』でもニコの死後を生きるガレル自身の人生が語られ続ける。
1994年からは映画作家として活躍する一方、フランス国立高等演劇学校において演技クラスの指導も担当している。
1999年にはフランス映画界の大女優カトリーヌ・ドヌーブからの強い要望を受け、彼女を主演に『夜風の匂い』を製作した。
2000年代に入り、2001年の『白と黒の恋人たち』で第58回ヴェネツィア国際映画祭にて国際映画批評家連盟賞を、2005年に息子ルイをはじめ、父モーリス、元妻ブリジット・シィを起用し、さらにはニコの曲を使用して、1968年にパリで起きた五月革命とそれ以後に生きる若者たちの姿を描いた『恋人たちの失われた革命』で第62回ヴェネツィア国際映画祭にて2度目となる銀獅子賞と金のオゼッラ賞を撮影を担当したウィリアム・リュプチャンスキーが受賞した。『恋人たちの失われた革命』はルイ・デリュック賞やリュミエール賞の監督賞、ヨーロッパ映画賞の国際映画批評家連盟賞など、多数の賞を受賞している。
2008年に製作され、第61回カンヌ国際映画祭のコンペティション部門に出品された『愛の残像』はブリジット・シィと別れた後に再婚した女優・映画監督のキャロリーヌ・ドリュアス＝ガレルに捧げられている。キャロリーヌは『恋人たちの失われた革命』に出演している。
2011年、ガレルがかつてローマで共同生活をしていた友人で画家のフレデリック・バルトの死を元に製作した『灼熱の肌』を発表。脚本はキャロリーヌが担当した。2013年、再びニコとの生活を元に製作した『ジェラシー』は第70回ヴェネツィア国際映画祭のコンペティション部門に出品されたが受賞は逃した。この作品は主演した息子のルイだけでなく、娘のエステルも出演している。
2014年、新作『L'Ombre des femmes （女の影）』の製作を発表。脚本は妻のキャロリーヌ・ドゥリアス、ジャン＝クロード・カリエール、アルレット・ラングマンとの共同で執筆される。2015年、第68回カンヌ国際映画祭監督週間に出品され、日本では後に『パリ、恋人たちの影』名で公開される。
2017年に『つかのまの愛人』が公開される。

## 作風
ジャン＝リュック・ゴダールやフランソワ・トリュフォーなどのヌーヴェル・ヴァーグの映画作家たちの作品から影響を受けており、同年代のモーリス・ピアラ、ジャック・ドワイヨンらとともに「ポスト・ヌーヴェルヴァーグ」の一人とされる。特にガレルは「ゴダールの再来」と言われ、シネマテークの創設者であるアンリ・ラングロワはガレルを「ヌーヴェル・ヴァーグ以降で最も重要な作家の一人」と称した。
彼の作品はそのほとんどが彼自身の体験を色濃く反映したものとなっており、特にニコとの関係は多くの作品のモチーフとなっている。ニコが重度のヘロイン中毒者で、ガレルと別れた後、スペインのイビサ島で自転車事故とそれに続く心臓発作によって急死したが、それに殉じるかのようにガレルの作風もがらりと変化した。
その一方でミニマリズムの作家と呼ばれているように、映画そのもののつくりは少ない台詞、長回しによる撮影など非常にシンプルなものである。ニコや実父であるモーリス、息子ルイなどを主演に据えるなど、彼自身と深い関係のある人物を起用することも特徴であり、特に息子ルイは2005年の『恋人たちの失われた革命』から全ての作品で主演に起用されている。他にも2000年以降の作品では、自らが担当する演技クラスの生え抜きの生徒を俳優として起用している。

## 作品
日本語題はビターズ・エンドの公式ウェブサイトから引用。太字は日本公開作品。
- 調子の狂った子供たち Les enfants désaccordés （1964年） 短編
- 訪問の権利 Droit de visite （1965年） 短編
- アネモーヌ Anémone （1968年） テレビ映画
- 記憶すべきマリー Marie pour mémoire （1968年）
- 現像液 Le révélateur （1968年）
- 集中 La concentration （1968年）
- アクチュア 1 Actua 1 （1968年） 短編
- 処女の寝台 Le Lit de la Vierge （1969年）
- 内なる傷痕 La Cicatrice intérieure （1972年）
- アタノール Athanor （1972年） 短編
- 孤高 Les hautes solitudes （1974年）
- 天使のお通り Un ange passe （1975年）
- 水晶の揺籠 Le berceau de cristal （1976年）
- 死者の庭への旅 Voyage au jardin des morts （1978年）
- 起源の青 Le bleu des origines （1979年）
- 秘密の子供 L'enfant secret （1979年）
- 自由、夜 Liberté, la nuit （1983年）
- オムニバス「新・パリところどころ」より「フォンテーヌ街」 Paris vu par... vingt ans après, épisode: Rue Fontaine（1984年）
- 彼女は陽光の下で長い時間を過ごした Elle a passé tant d'heures sous les sunlights （1985年）
- 芸術の使命 Les ministères de l'art （1987年） ドキュメンタリー
- 救いの接吻 Les Baisers de secours （1989年）
- ギターはもう聞こえない J'entends plus la guitare （1991年）
- 愛の誕生 La naissance de l'amour （1993年）
- 彷徨う心 Le Cœur fantôme （1996年）シネフィル・イマジカ放映
- 夜風の匂い Le vent de la nuit （1999年）
- 白と黒の恋人たち Sauvage Innocence （2001年）
- 恋人たちの失われた革命 Les Amants Réguliers （2005年）
- 愛の残像 La frontière de l'aube （2008年）
- 灼熱の肌 Un été brûlant （2011年）
- ジェラシー La Jalousie （2013年）
- パリ、恋人たちの影 L'Ombre des femmes （2015年）
- つかのまの愛人 L'amant d'un jour（2017年）

## 受賞・ノミネート
- 1982年 第32回ジャン・ヴィゴ賞（『秘密の子供』）
- 1984年 第37回カンヌ国際映画祭 フランス映画の展望賞（『自由、夜』）
- 1991年 第48回ヴェネツィア国際映画祭 銀獅子賞（『ギターはもう聞こえない』）
- 1999年 第56回ヴェネツィア国際映画祭 コンペティション部門出品 （『夜風の匂い』）
- 2001年 第58回ヴェネツィア国際映画祭 国際映画批評家連盟賞（『白と黒の恋人たち』）
- 2005年 第62回ヴェネツィア国際映画祭 銀獅子賞、金のオゼッラ賞（『恋人たちの失われた革命』）
- 2005年 第64回ルイ・デリュック賞（『恋人たちの失われた革命』）
- 2006年 第10回リュミエール賞 監督賞（『恋人たちの失われた革命』）
- 2006年 第18回ヨーロッパ映画賞 国際映画批評家連盟賞　（『恋人たちの失われた革命』）
- 2008年 第61回カンヌ国際映画祭 コンペティション部門出品（『愛の残像』）
- 2010年 第67回ヴェネツィア国際映画祭 コンペティション部門出品（『灼熱の肌』）
- 2011年 第36回トロント国際映画祭 スペシャル・プレゼンテーション部門出品（『灼熱の肌』）
- 2013年 第70回ヴェネツィア国際映画祭 コンペティション部門出品（『ジェラシー』）

## 関連文献
- ビターズ・エンド PROFILE フィリップ・ガレル
- OUTSIDE IN TOKYO / フィリップ・ガレル 『愛の残像』レビュー
- OUTSIDE IN TOKYO / フィリップ・ガレル 『灼熱の肌』レビュー